# Campeonato Internacional de Clubes Feminino
O Campeonato Internacional de Clubes Feminino (IWCC, International Women's Club Championship em inglês), anteriormente chamado de Mobcast Cup e Nestlé Cup por razões de patrocínio, foi uma competição internacional de clubes de futebol feminino. Foi organizado pela Associação Japonesa de Futebol e pela Liga Nadeshiko e contou com três edições anuais entre 2012 e 2014. O torneio não é reconhecido pela Federação Internacional de Futebol como o equivalente feminino da Copa do Mundo de Clubes da FIFA.
O primeiro Campeonato Internacional de Clubes aconteceu em novembro de 2012 com a participação de quatro equipes; Olympique Lyonnais (Europa), Canberra United (Austrália), INAC Kobe Leonessa (Japão) e NTV Beleza (Japão). O Olympique Lyonnais sagrou-se campeão da primeira edição, enquanto INAC Kobe Leonessa e o São José-SP são detentores dos títulos de 2013 e 2014, respectivamente.

## Edições

### Por clube
| País               | Títulos  | Vices    | 3º lugar | 4º lugar |
| ------------------ | -------- | -------- | -------- | -------- |
| INAC Kobe Leonessa | 1 (2013) | 1 (2012) |          |          |
| Lyon               | 1 (2012) |          |          |          |
| São José-SP        | 1 (2014) |          |          |          |
| Chelsea            |          | 1 (2013) |          |          |
| Arsenal            |          | 1 (2014) |          |          |
| NTV Beleza         |          |          | 1 (2012) |          |
| Sydney             |          |          | 1 (2013) |          |
| Urawa Red          |          |          | 1 (2014) |          |
| Canberra United    |          |          |          | 1 (2012) |
| Colo-Colo          |          |          |          | 1 (2013) |
| Okayama Yunogo     |          |          |          | 1 (2014) |

### Por país
| País       | Títulos  | Vices           | 3º lugar        | 4º lugar |
| ---------- | -------- | --------------- | --------------- | -------- |
| Japão      | 1 (2013) | 1 (2012)        | 2 (2012 e 2014) | 1 (2014) |
| França     | 1 (2012) |                 |                 |          |
| Brasil     | 1 (2014) |                 |                 |          |
| Inglaterra |          | 2 (2013 e 2014) |                 |          |
| Austrália  |          |                 | 1 (2013)        | 1 (2012) |
| Chile      |          |                 |                 | 1 (2013) |

### Por confederação
| Confederação | Títulos  | Vices           | 3º lugar              | 4º lugar        |
| ------------ | -------- | --------------- | --------------------- | --------------- |
| UEFA         | 1 (2012) | 2 (2013 e 2014) |                       |                 |
| AFC          | 1 (2013) | 1 (2012)        | 3 (2012, 2013 e 2014) | 2 (2012 e 2014) |
| CONMEBOL     | 1 (2014) |                 |                       | 1 (2013)        |

## Participações

### Ano a ano
| Ano  | Europa  | América do Sul | Américas Central e do Norte | Ásia                                                      | Oceania  | África   |
| ---- | ------- | -------------- | --------------------------- | --------------------------------------------------------- | -------- | -------- |
| 2012 | Lyon    | Sem vaga       | Sem vaga                    | Canberra United INAC Kobe Leonessa NTV Beleza             | Sem vaga | Sem vaga |
| 2013 | Chelsea | Colo Colo      | Sem vaga                    | Sydney INAC Kobe Leonessa NTV Beleza                      | Sem vaga | Sem vaga |
| 2014 | Arsenal | São José-SP    | Sem vaga                    | Melbourne Victory Jiangsu Huatai Urawa Red Okayama Yunogo | Sem vaga | Sem vaga |